# Vojaški korpus Suverenega malteškega viteškega reda
Vojaški korpus Suverenega malteškega viteškega reda (italijansko Corpo Militare del Sovrano Militare Ordine di Malta; polni naziv Corpo Militare dell'Esercito dell'Associazione dei Cavalieri Italiani del Sovrano Militare Ordine di Malta (slovensko: Vojaški korpus kopenske vojske Asociacije italijanskih vitezov Suverenega malteškega viteškega reda); kratica: CM E.I.-S.M.O.M.) je pomožni specialni prostovoljni vojaški korpus Italijanske kopenske vojske, ki je bil ustanovljen 20. marca 1876 ter pripada Suverenemu malteškemu viteškemu redu.

## Zgodovina
Korpus je bil ustanovljen 20. marca 1876 s prvo konvencijo o sodelovanju med Italijo (takrat še Kraljevino Italijo) in Suverenim malteškim viteškim redom na področju zagotavljanja zdravstvene in duhovne oskrbe ranjenih in bolnih v času vojne; sporazum sta podpisala vojni minister general Emilio Ferrero in princ Mario Chigi Albani della Rovere. Leta 1884 je korpus pridobil bolniško vojašnico (Baracca Ospedale), prve premične bolnišnice in štiri bolniške vlake; vsak vlak je imel 23 vagonov in je zmogel oskrbeti 200 ranjencev. Leta 1909 je korpus uradno postal specialni korpus Italijanske kopenske vojske, pri čemer so vpeljali klasično sivo uniformo ter oznake zvezd. Med prvo svetovno vojno so štirje vlaki prevozili 483.848 km, pri čemer so pripadniki korpusa oskrbeli 148.016 ranjenih in bolnih.

## Organizacija
Štab Vojaškega korpusa Suverenega malteškega viteškega reda se nahaja v Rimu, medtem ko se Študijski in raziskovalni center za zdravje in veterino Suverenega malteškega viteškega reda nahaja v Cecchignoli. 
Trenutno je korpus teritorialno razdeljen na štiri oddelke (Reparto): 
- 1. oddelek (Milano),
- 2. oddelek (Rim),
- 3. oddelke (Neapelj) in
- Operativni oddelek za izredne razmere (L'Aquila).

Pod okriljem korpusa deluje tudi ženski Korpus prostovoljnih bolničark Suverenega malteškega viteškega reda.